# Kwidzyn
Kwidzyn (en alemany, Marienwerder) és una ciutat situada al nord-est de Polònia al rkiu Liwa. El 2006 la seva població era de 40008 habitants. Des del 1999 forma part del Voivodat de Pomerània. Entre 1975 i 1998 estava incorporada al Voivodat d'Elblaq. És la capital del comtat homònim.